# Sabah
Sabah es el nombre de uno de los estados de Malasia. Constituye un estado federado en el extremo noreste de la gran isla de Borneo. Tiene un área de 73 711 km² y una población en 2010 de 3 117 405 habitantes. Su capital es la ciudad de Kota Kinabalu (antiguamente: Jesselton).

## Toponimia
Según la tradición el nombre Sabah deriva del árabe as sabah, es decir, "el amanecer" por ser el punto más oriental frecuentado en la Edad Media por los marinos árabes. Entre 1888 y 1963 fue llamado por la corona del Reino Unido: "Borneo Septentrional" (Northern Borneo), el territorio también recibe el apodo malayo de Sabah, negeiri di bawah bayu ("Tierra bajo los vientos monzónicos").

## Geografía

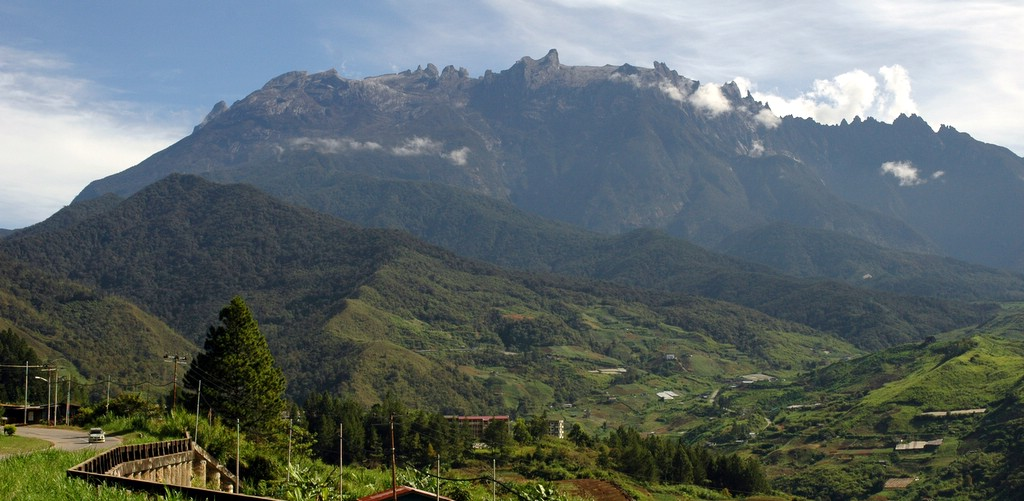
El monte Kinabalu, en Sabah, es la mayor montaña de Malasia.

Sabah limita al suroeste con el otro estado federado de Malasia Oriental: Sarawak y al sur con el Kalimantán de Indonesia. Sus otros límites son marítimos: en el mar de la China Meridional con las islas Labuan y en el mar de Sulú con las islas Banggi, al este el límite está dado por el mar de Célebes. En Sabah se encuentra la altura máxima de Malasia (o Federación Malaya) y del Sudeste Asiático: es el monte Kinabalu (o Gunong Kinabalu) con 4175 metros de altura. Esta cumbre se ubica casi en el extremo norte de la isla de Borneo siendo el punto culminante de los cristalinos Montes Croker, Terus Madi y Witti, estos sistemas montañosos ocupan más de la mitad del estado quedando las áreas bajas más importantes en las anegadizas regiones costeras en donde abundan los manglares.
Las cordilleras forman varios pequeños valles selváticos por los cuales corren caudalosos pero cortos y rápidos cursos fluviales entre los cuales se destacan el Labuk, Kinabatangan, Padas (que atraviesan el centro del territorio) y el Sagama que corre sinuosamente por el este de Sabah, el Kinabatangan es navegable por embarcaciones de gran y medio calado por un trecho de 193 kilómetros.
El clima es subecuatorial perhúmedo sometido a frecuentes monzones.

## Prehistoria e historia

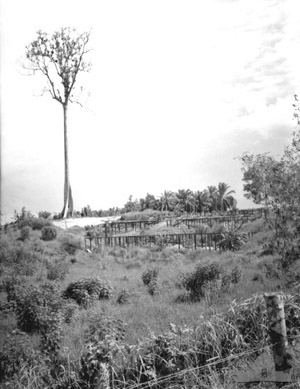
Campo japonés de prisioneros en Sandakan, usado en la Segunda Guerra Mundial.

Hace 17 000 años el Homo sapiens ya habitaba en el territorio de Sabah. Los yacimientos de Bukik Tengorag datan de hace 6000 años. Entre el 209 a. C. y el 9 d. C. fue importante la presencia de comerciantes chinos. Desde el siglo VII se hizo frecuente la presencia de comerciantes y colonos hindúes. En 1541 el territorio fue incorporado al reino malayo de Mayapahit. Desde el 1541 al 1888 fue disputado por los sultanes de Sulú (o Joló), Brunéi y Malaca.
En el siglo XV pertenecía al sultanato de Brunéi, en el siglo XVI el territorio fue litigado por españoles y portugueses, España logró legitimidad en la posesión de este territorio cuando pasó a ser parte del Sultanato de Joló y tal Sultanato de Joló se integró en las Filipinas, de este modo la soberanía española se ejerció laxamente hasta la irrupción de los ingleses en los vecinos Sarawak y Brunéi (y la Crisis de las Carolinas): en 1761 el representante inglés de la British East India Company (Compañía Británica de la India Oriental), Alexander Dalrymple, firmó con el sultán de Joló un tratado de arrendamiento de bases en Sabah, en 1865 el estadounidense Claude Lee Moses obtuvo del sultán de Brunéi el arrendamiento durante una década de la base y factoría en Kimmis, tras esto el barón von Overbeck cónsul austríaco en Hong Kong obtuvo otros diez años de arrendamiento luego sus derechos fueron transferidos a la British North Borneo Company en 1881 estableciendo su capital en Kudat, de manera que por la Crisis de las Carolinas España cedió por completo Sabah a R.U. En 1848 Labuan pasó a control inglés mientras que en 1877 tropas británicas ocupaban la totalidad de Sabah al tiempo que en 1871 un grupo comercial con el visto bueno de los sultanes (de origen inglés) de Brunéi se hacía con el control del territorio este grupo pasó a llamarse Compañía Británica del Norte de Borneo. Finalmente en 1888 Sabah fue convertido en un "protectorado" del Reino Unido, tras 1898 (año en que España se vio obligada a cederle Filipinas a Estados Unidos) el Reino Unido fue reconocido internacionalmente como el estado que controlaba a Sabah. Este dominio se interrumpió entre 1942–1945 periodo de la Segunda Guerra Mundial en la cual el territorio fue invadido por Japón. En 1957 la vecina Indonesia se declaró independiente y reclamó la soberanía sobre el área de Borneo bajo dominio del Reino Unido, en respuesta a esto la corona del Reino Unido promovió la autodeterminación de Sarawak y Sabah así como su inclusión en la Federación de Malasia; ante esto tanto Indonesia como Filipinas protestaron ya que ambos estados reclamaban la soberanía de Sabah.
Desde los 1970s se ha fomentado la inmigración de trabajadores procedentes de Indonesia y de las áreas musulmanas de Filipinas, hecho que pone en minoría a la población malaya nativa, por otra parte en 1984 la isla de Labuan ha sido transformada en territorio federal y separada de Sabah.

## Etnografía
En Sabah hay como mínimo 30 colectivos o grupos étnicos frecuentemente enfrentados[cita requerida], aún siguen siendo mayoría relativa los aborígenes dayak divididos en parcialidades como la bahau, brunei, dunsun y suluk pueblos que son principalmente pescadores y agricultores, o los murut que habitan en las selváticas colinas, aunque la etnia nativa más numerosa es la de los kadayan población malayo-dayak dedicada a la agricultura y cristiana católica desde el siglo XVI (hoy –2007– aproximadamente 1/4 de la población de Sabah es cristiana), mientras que la población china es aún el conjunto no indígena más numeroso con un 16% de la población total, a estos se añaden hindúes, malayos, árabes y una minoría de directo origen europeo. Un 8% de la población es budista, se mantienen algunas creencias ancestrales y gran parte de la población ha adoptado al islamismo suní.

## Idiomas
Los idiomas oficiales son el malayo y el inglés. También se hablan muchas otras lenguas correspondientes a las minorías étnicas locales y a un gran número de inmigrantes de países vecinos.

## Política

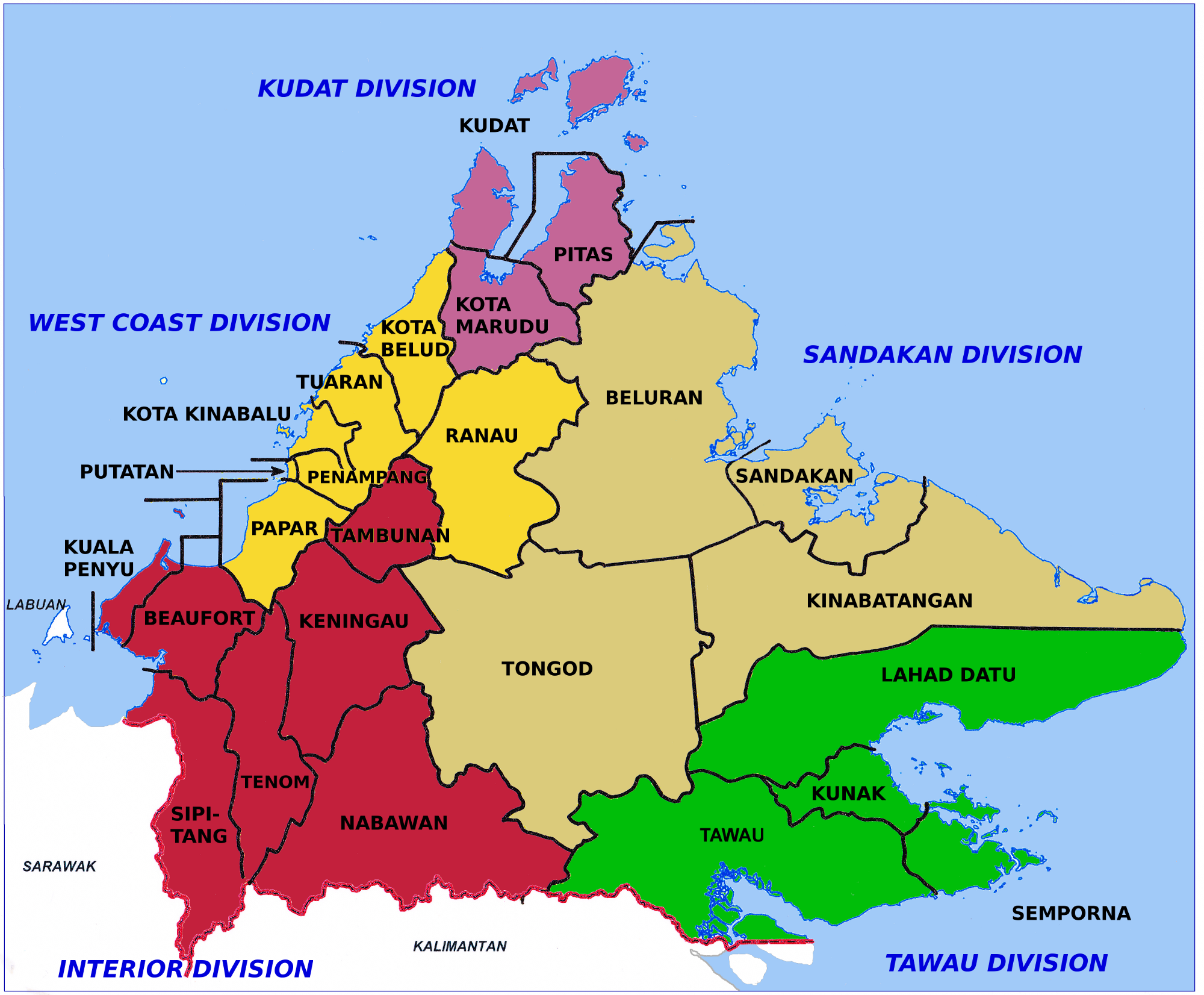
División política: los distritos de Sabah

El título del jefe de Gobierno de este estado federado es el de Yang di-Pertuan Negen (jefe de Estado temporal) electo por periodos de cuatro años por el llamado Yang di-Pertuan Agong (jefe de Estado continuo, o monarca o "sultán"), existiendo así un curioso régimen monárquico ya que el "sultán" por su parte es uno de los pocos de Malaysia que no posee este título hereditariamente; tal monarca es asesorado por un gabinete ejecutivo o "asamblea de notables" que supervisa al Yang di-Pertuan Negen; existe además una suerte de asamblea legislativa.

## Economía
Sabah se caracteriza por su producción forestal (teca, caoba, bambú) y caucho, aunque desde la segunda mitad del siglo XX se destaca por la producción de petróleo y gas natural, Sabah es el tercer estado productor de petróleo en Malasia, siendo importantes los yacimientos de Tembungo, otros minerales que se encuentran son el antimonio, estaño, hierro, diamantes, azufre y oro, también son destacadas las producciones de copra y ratán. El principal cultivo alimenticio es el arroz, siendo importantes actividades económicas la pesca y un creciente turismo atraído por las playas, el turismo sexual y la existencia de áreas naturales como el parque nacional de Kinabalu.

## Principales ciudades y su población hacia el 2006
- Kota Kinabalu 532 129
- Sandakan 349 962
- Tawau 349 962
- Lahad Datu 119 939
- Keningau 97 152
- Semporna 71 157
- Kudat 34 481

## Galería de Fotos

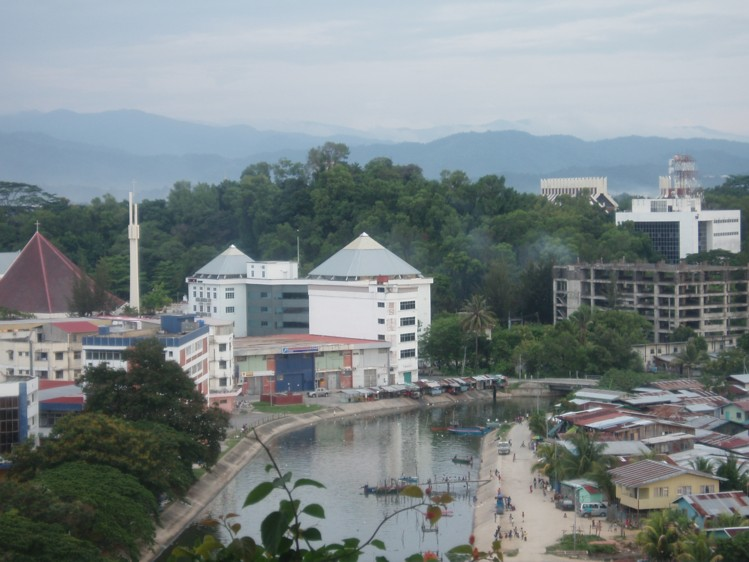
Sur de Kota Kinabalu
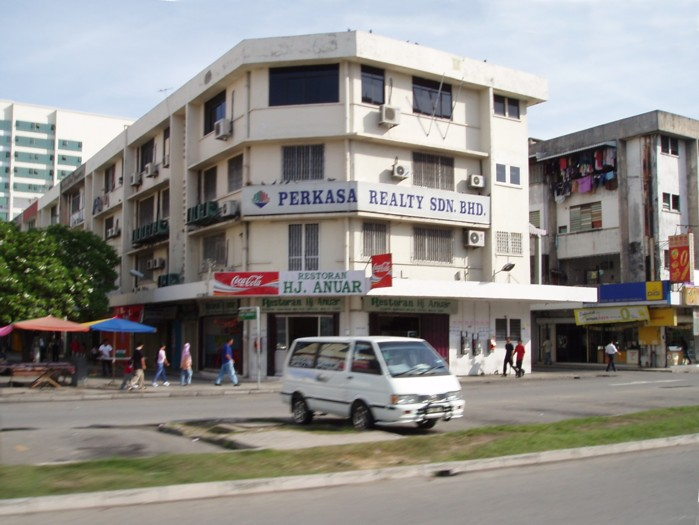
Tiendas en Sinsuran (Kota Kinabalu)
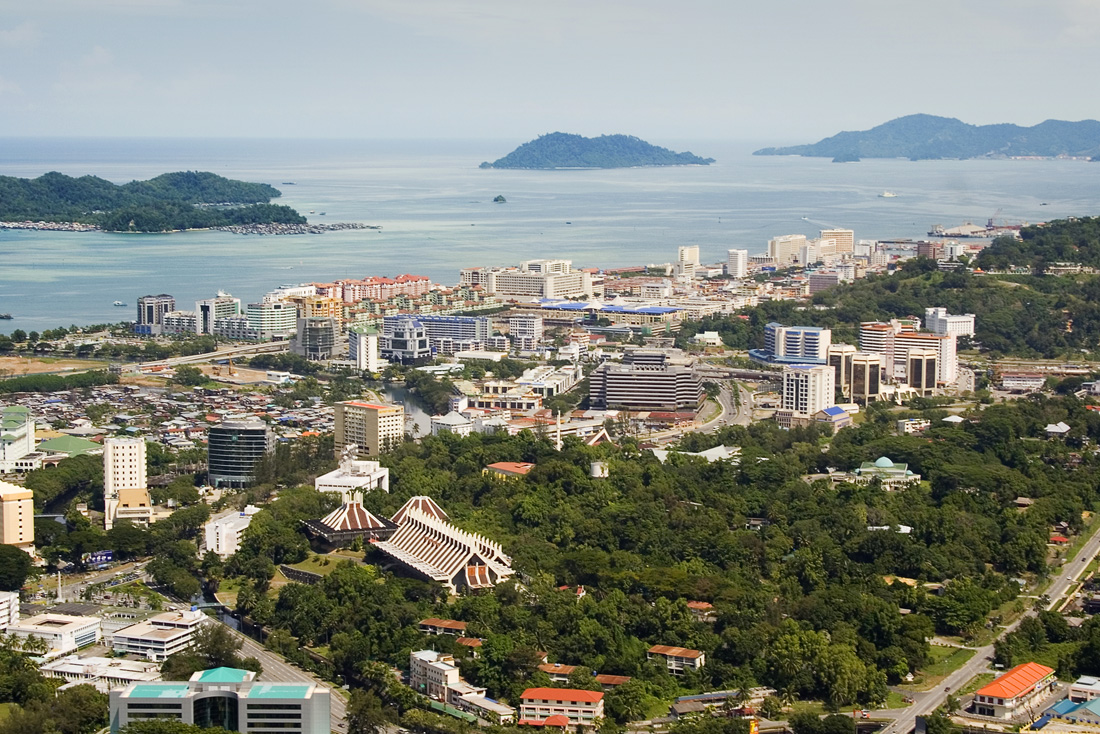
Vista aérea de Kota Kinabalu
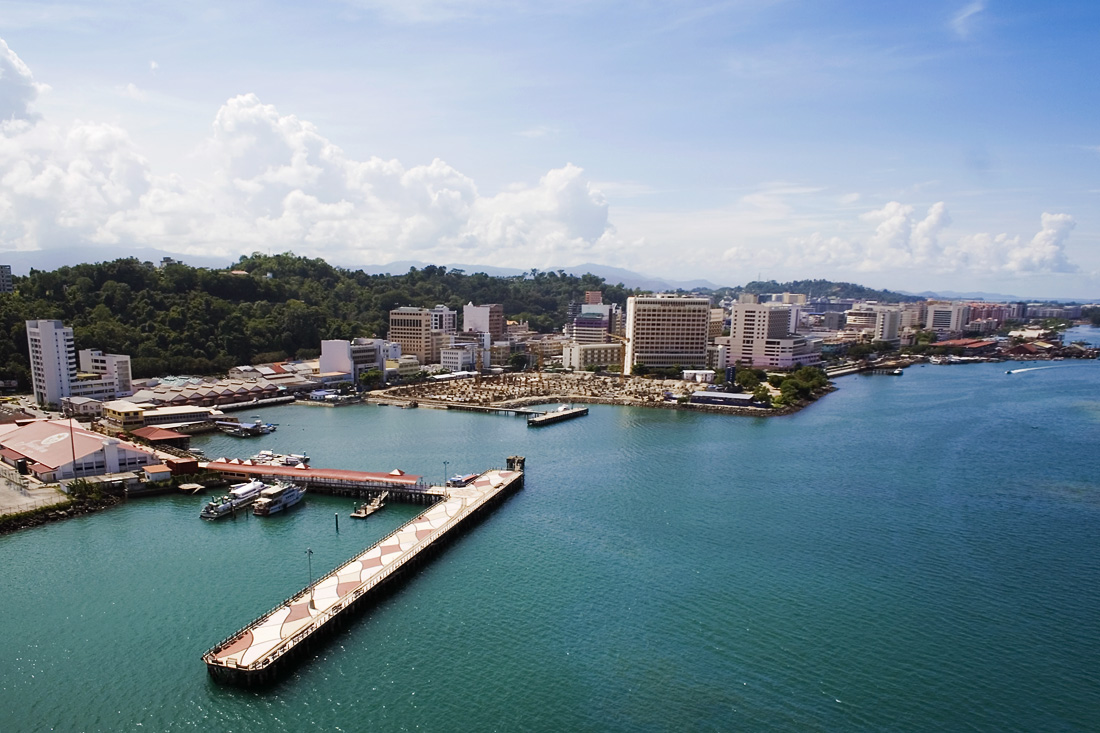
Vista aérea de Kota Kinabalu, parte sur (CBD)
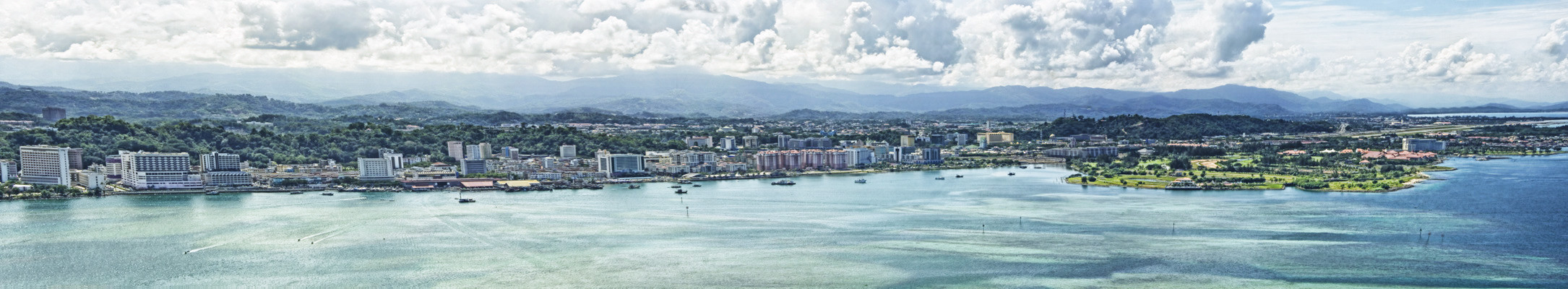
Panorama de Kota Kinabalu desde el mar
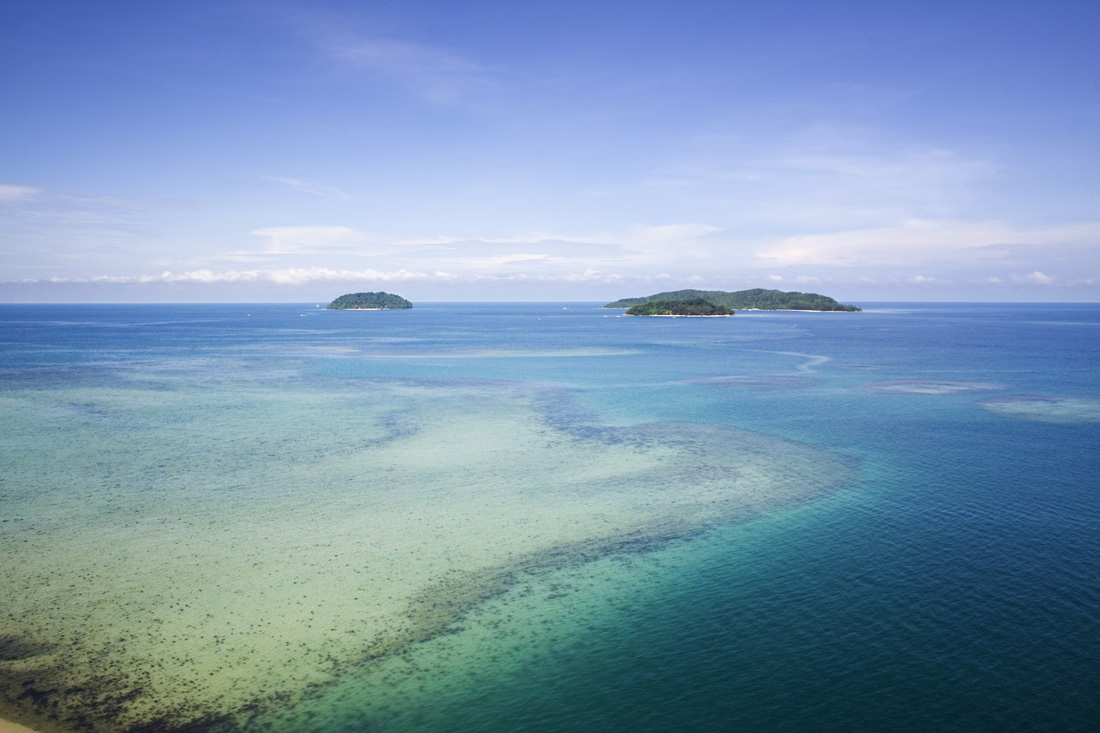
Las islas frente a Kota Kinabalu
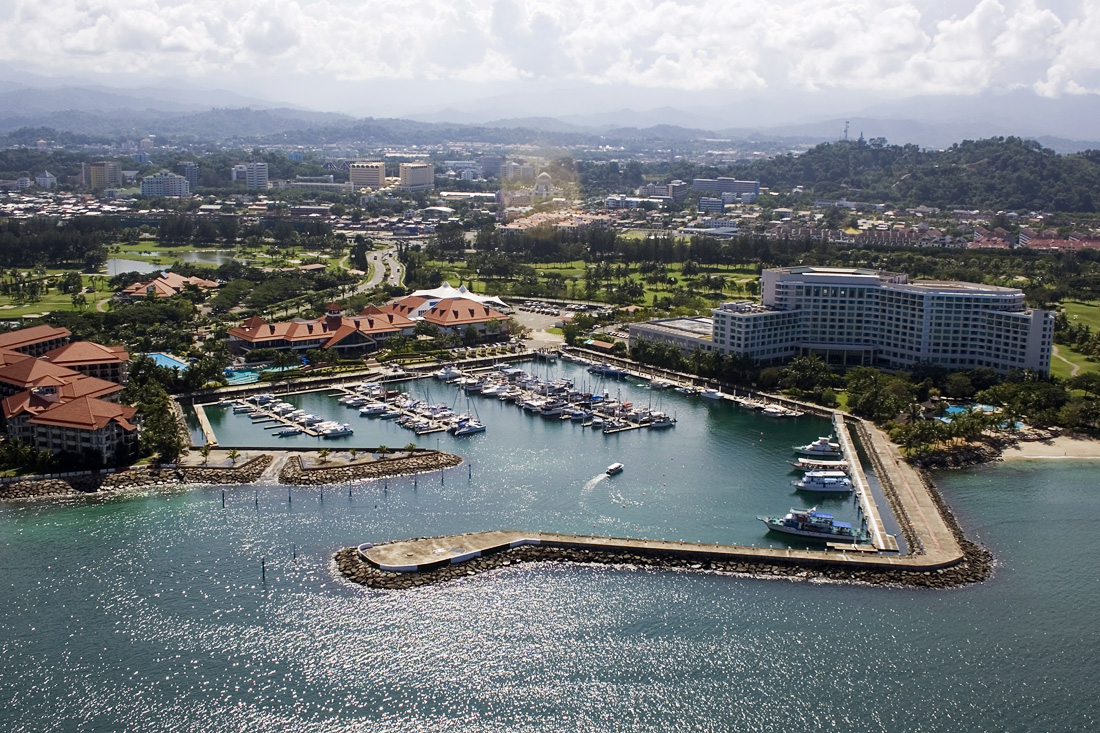
Sutera Harbour Resort (Kota Kinabalu)
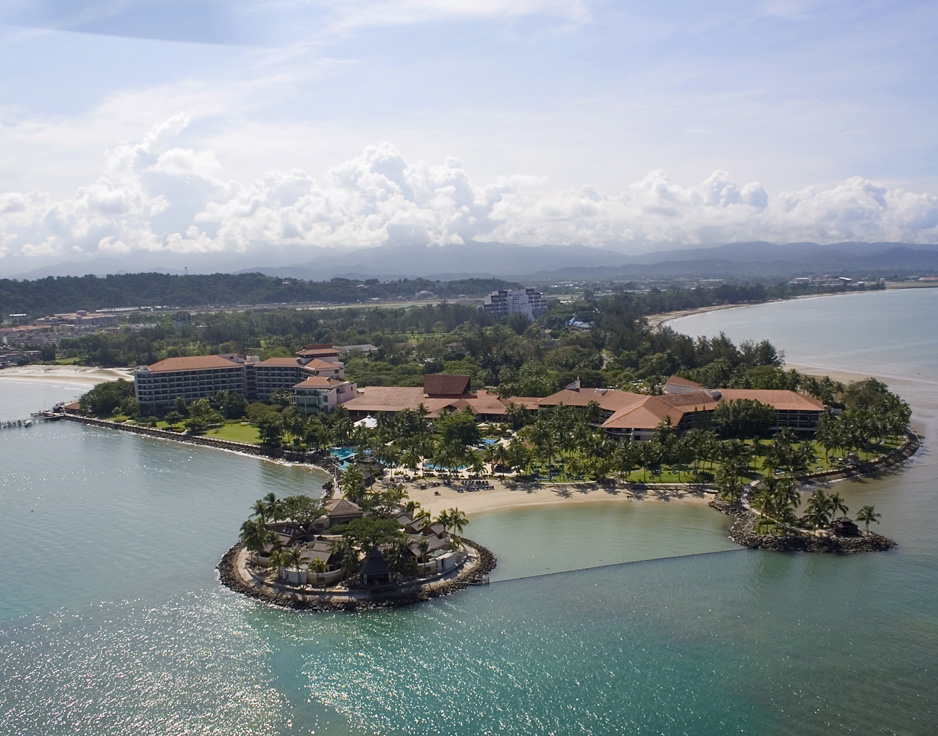
Shangri-la Tanjung Aru Beach Hotel (Kota Kinabalu)
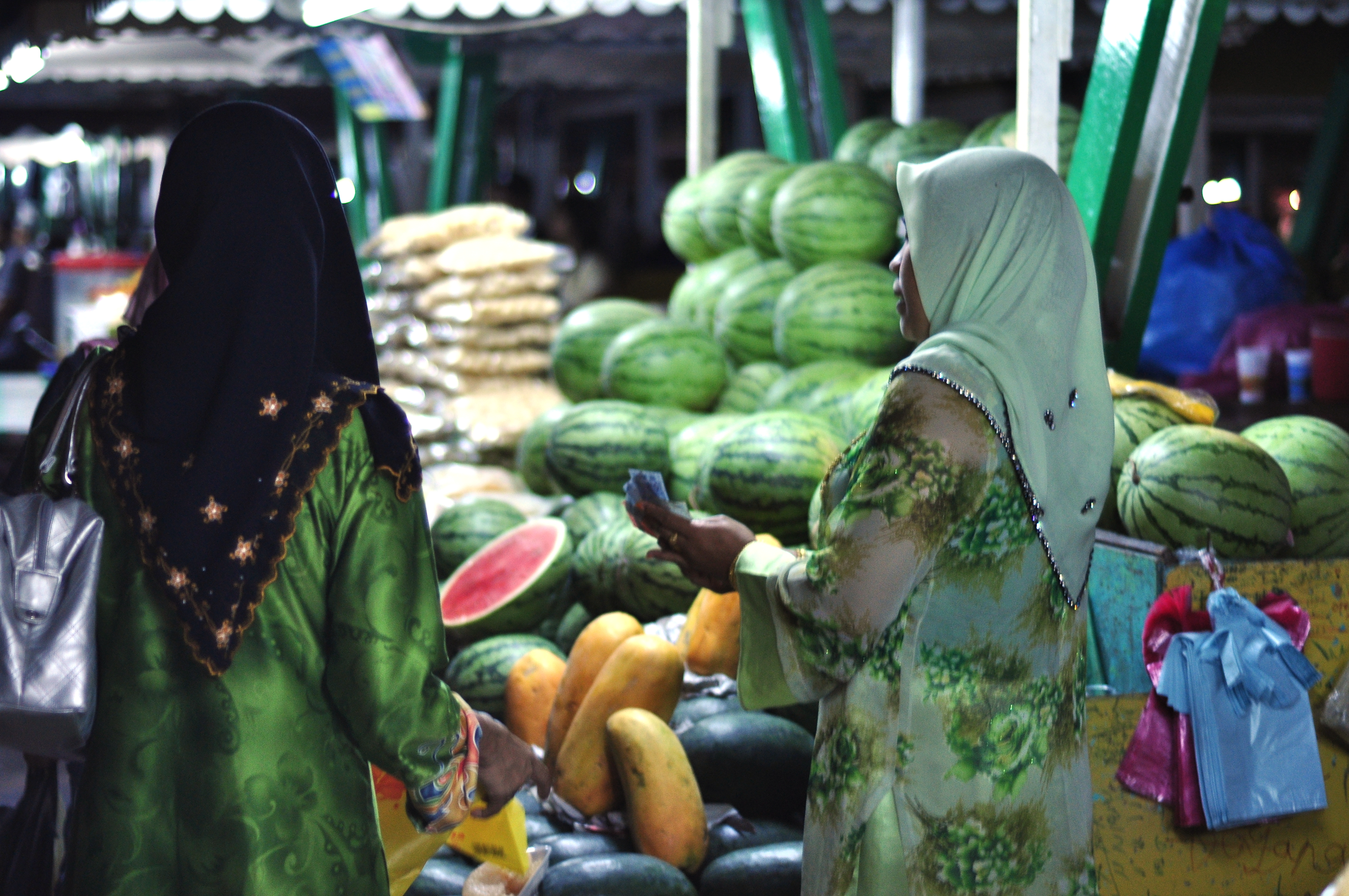
Mujeres Musulmanas en un mercado de Kota Kinabalu
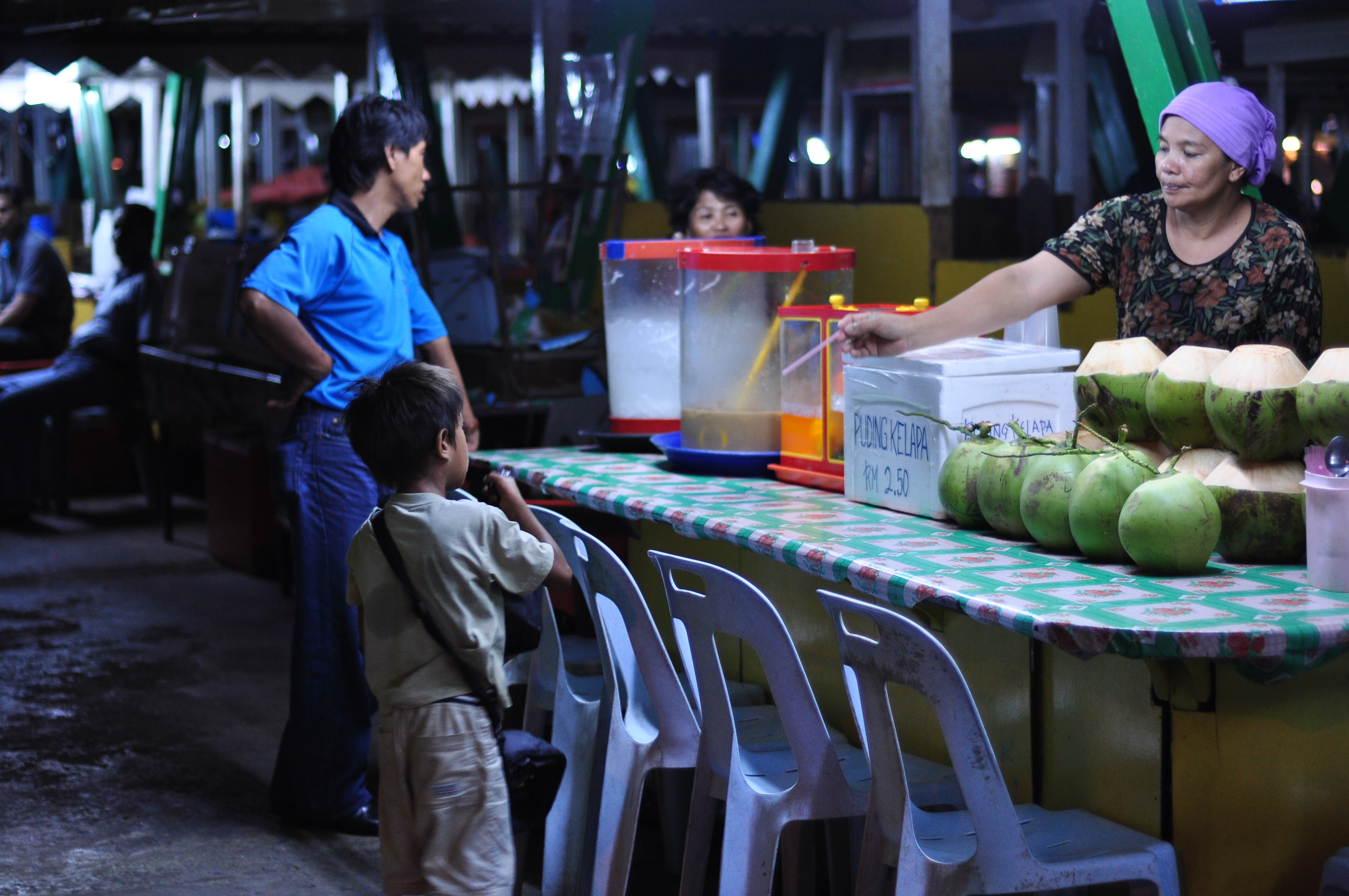
Niño comprando 'agua de coco' en un mercado de Kota Kinabalu
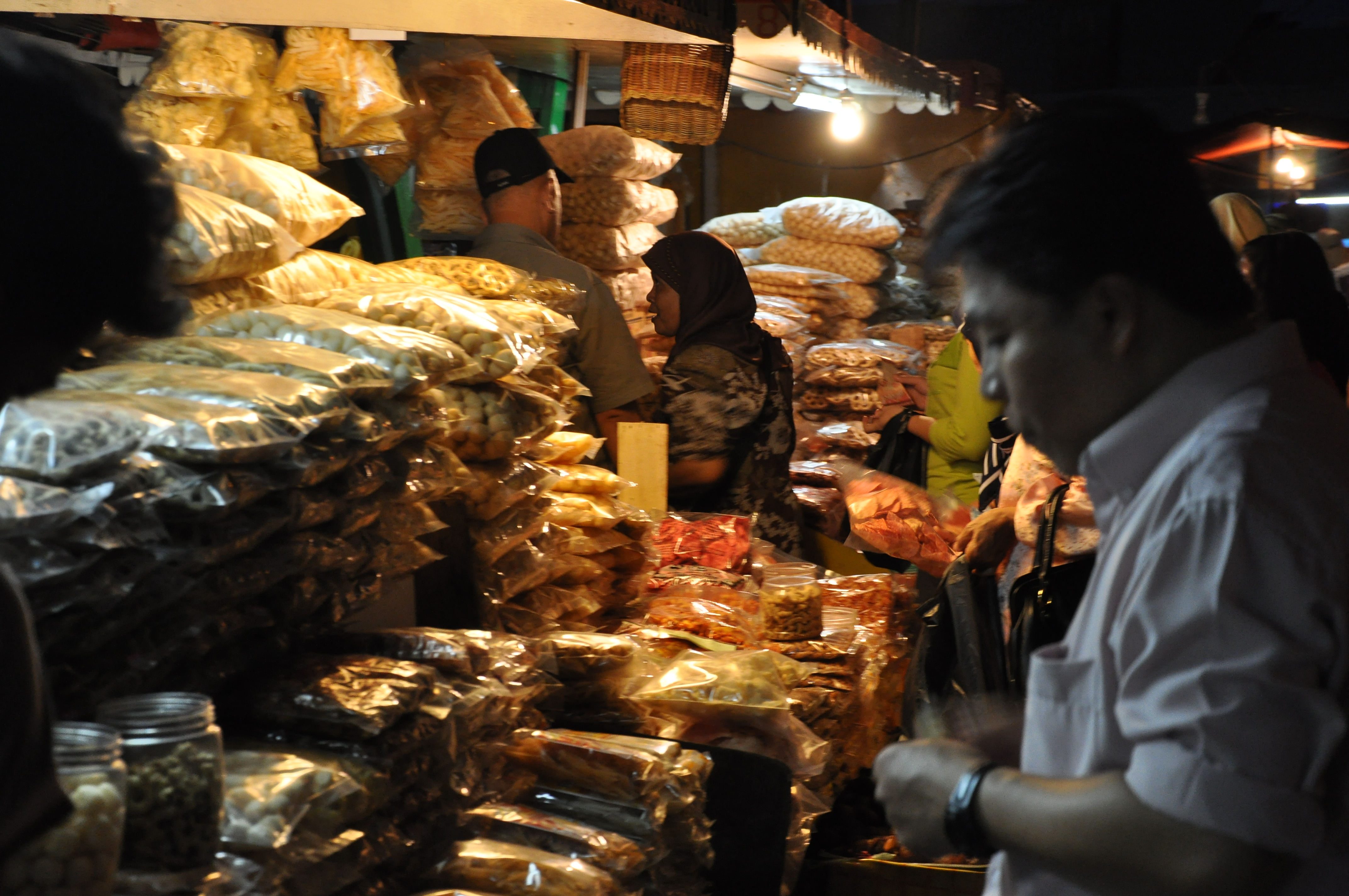
Hombre comprando en un 'chiringuito' de un mercado de Kota Kinabalu
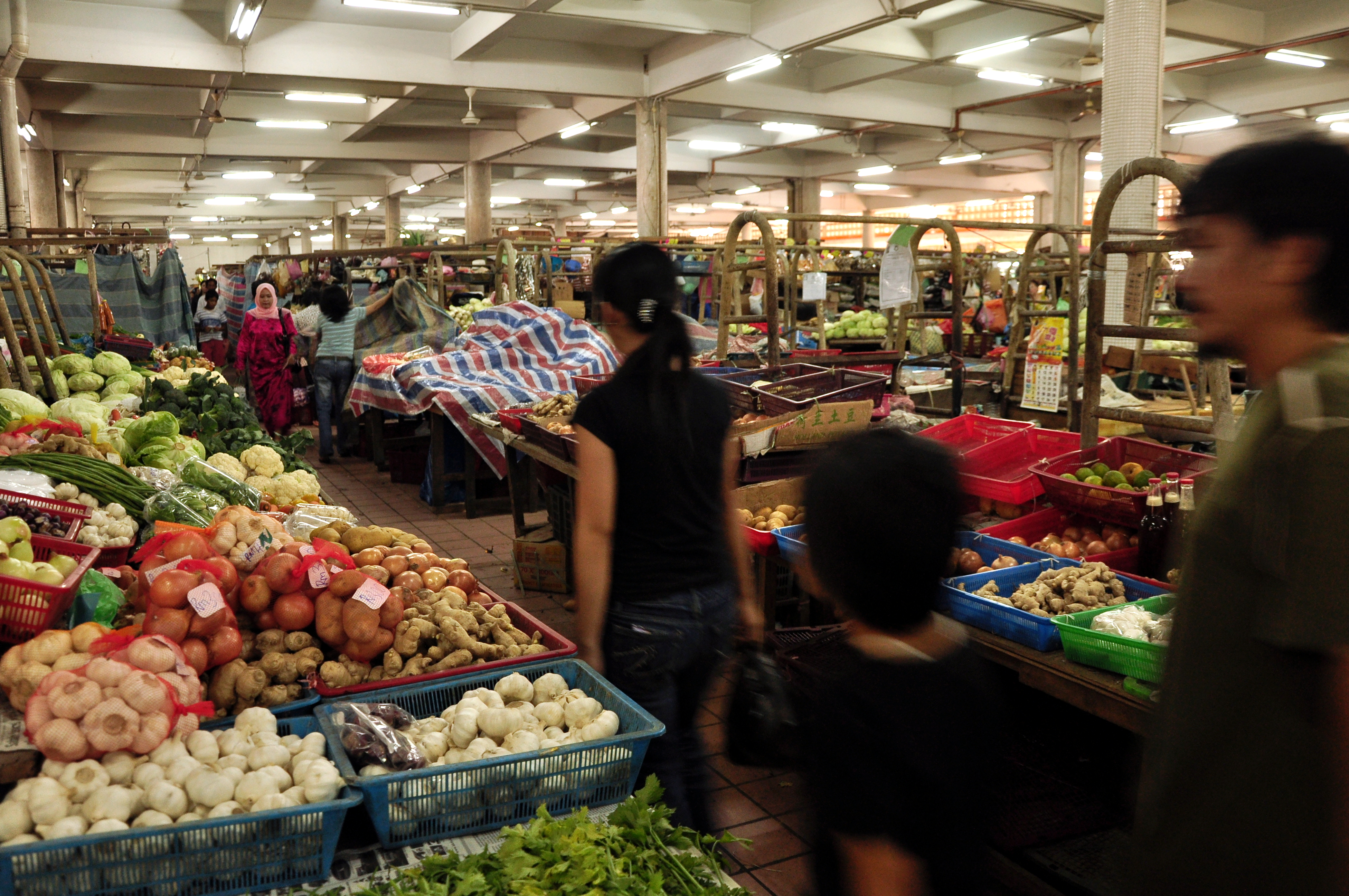
Un mercado de Kota Kinabalu
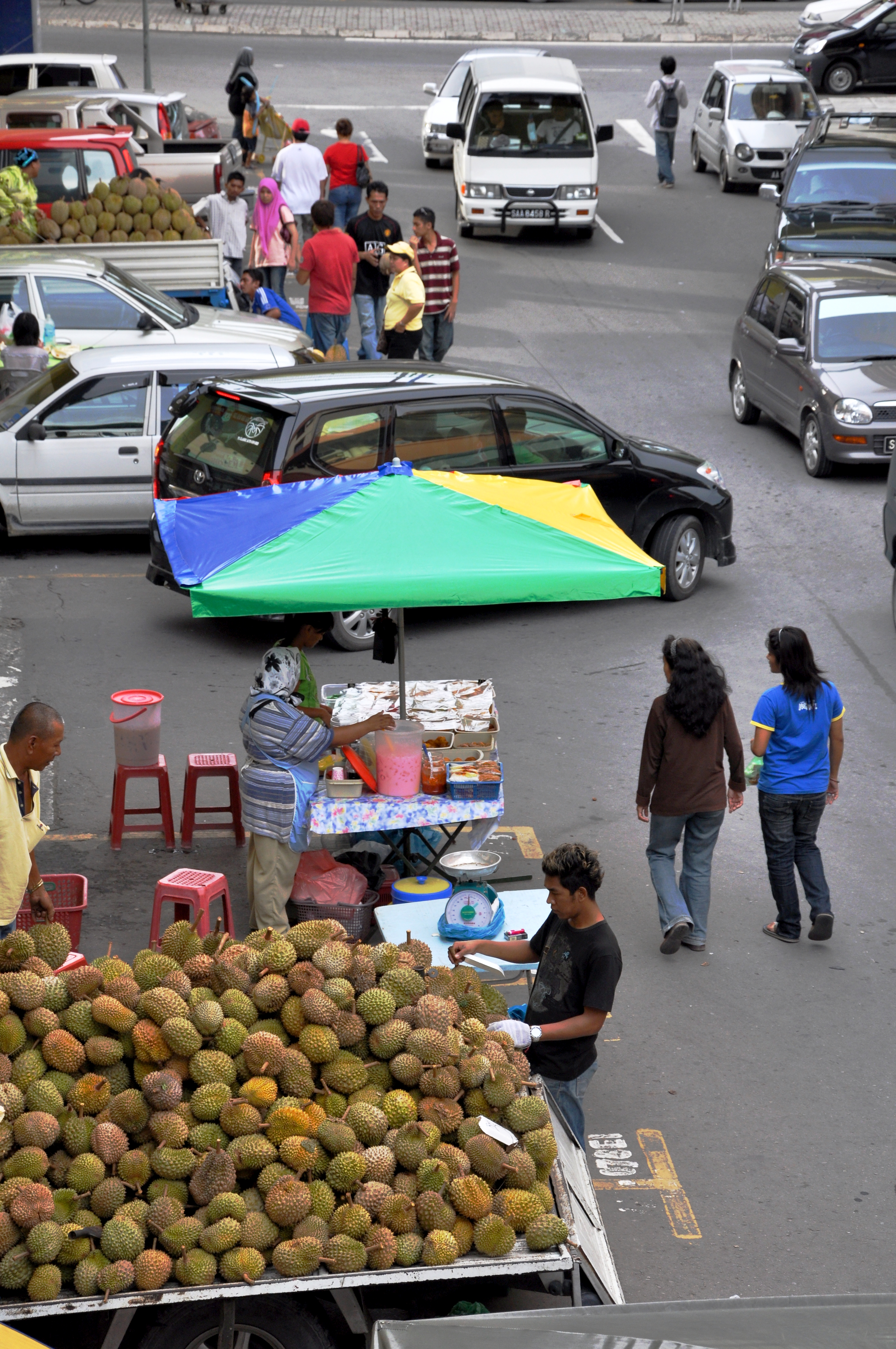
La fruta 'Durian' de venta en una calle de Kota Kinabalu
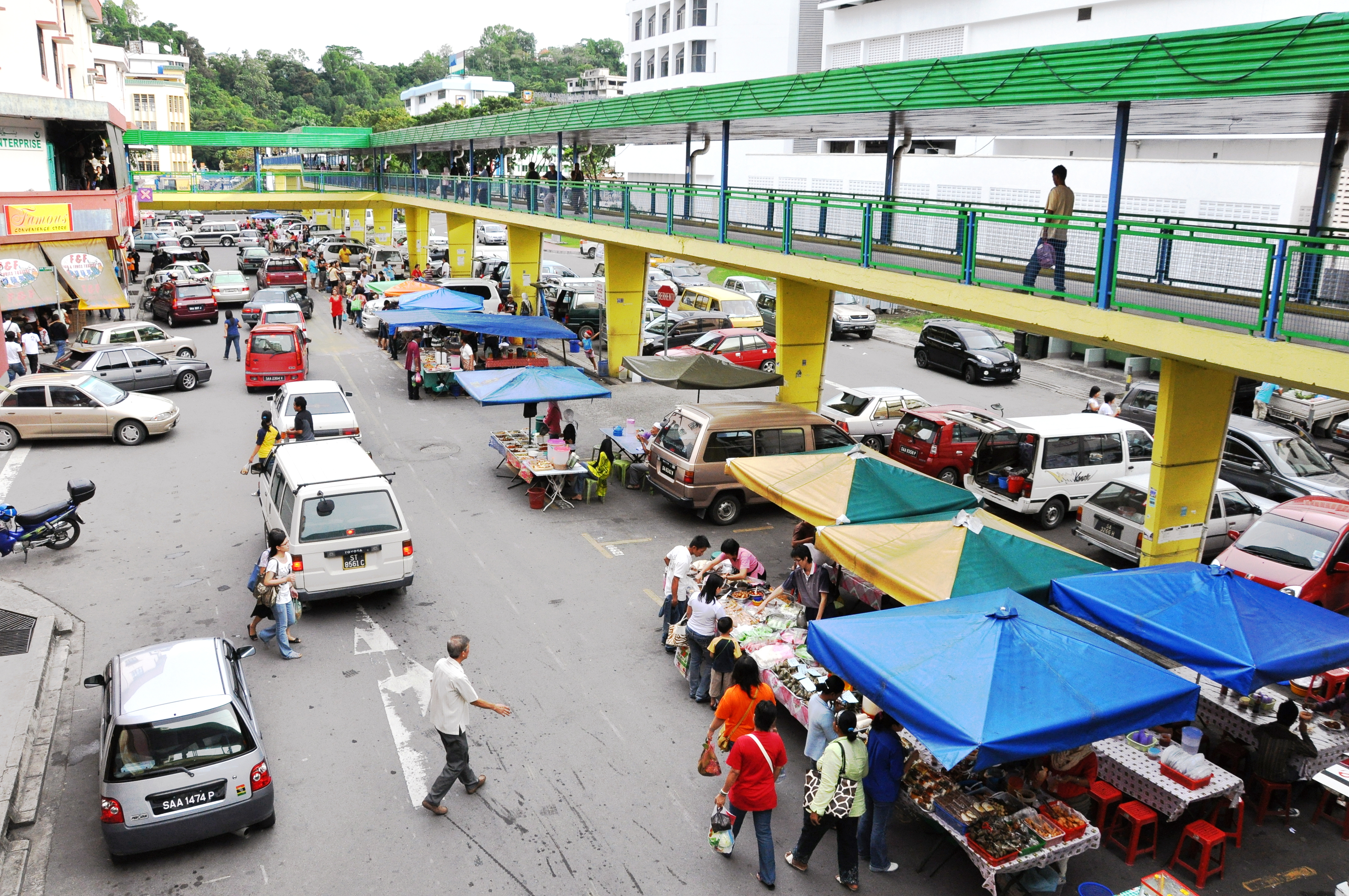
Una calle en Kota Kinabalu
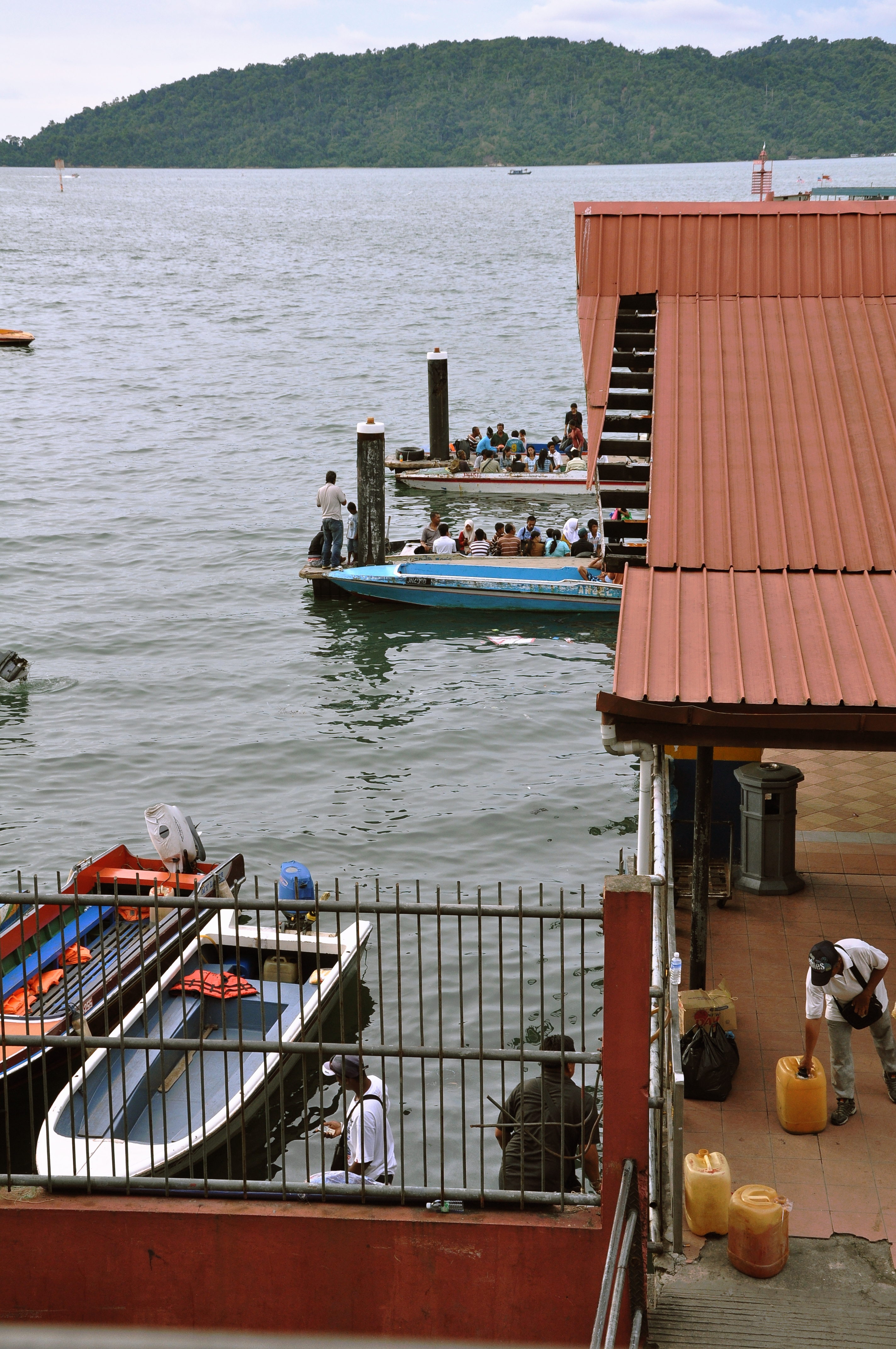
Muelle generalmente usado para ir al 'Gaya Island Filipino village' (pueblo de refugiados Filipinos en la isla Gaya, frente a Kota Kinabalu)
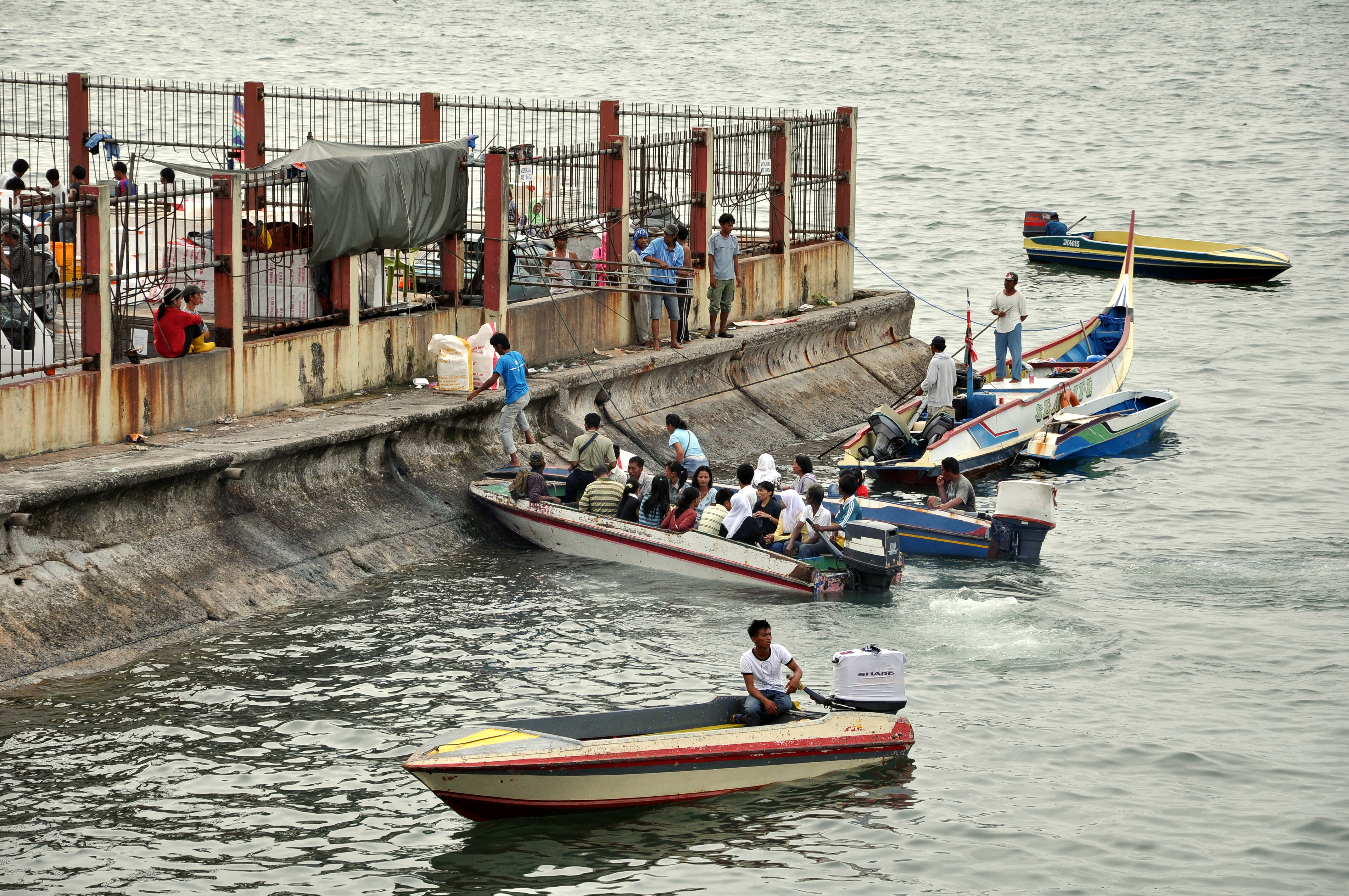
Punto de embarque cualquiera... Kota Kinabalu
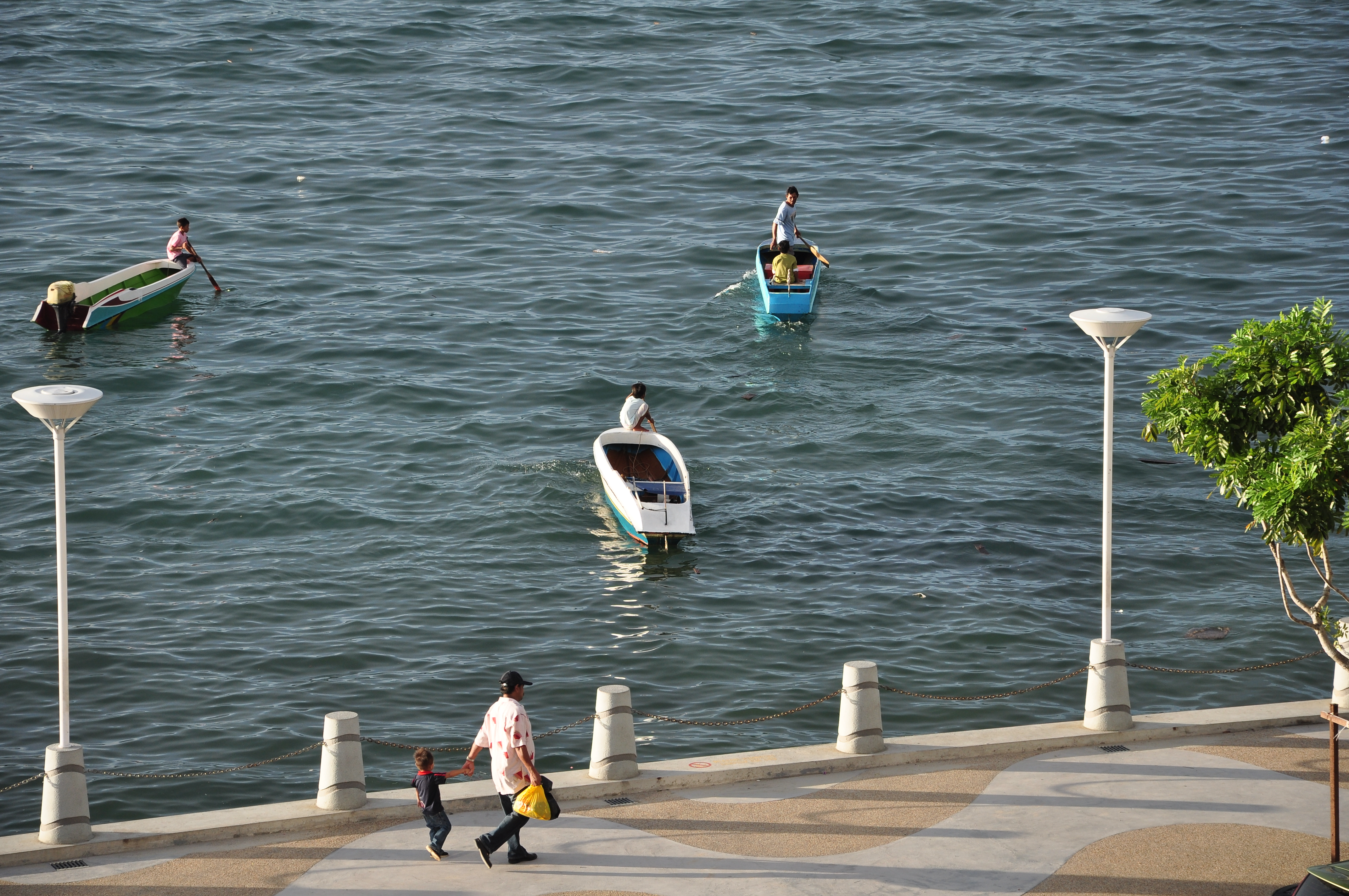
BLanchas a la espera en el KK waterfront
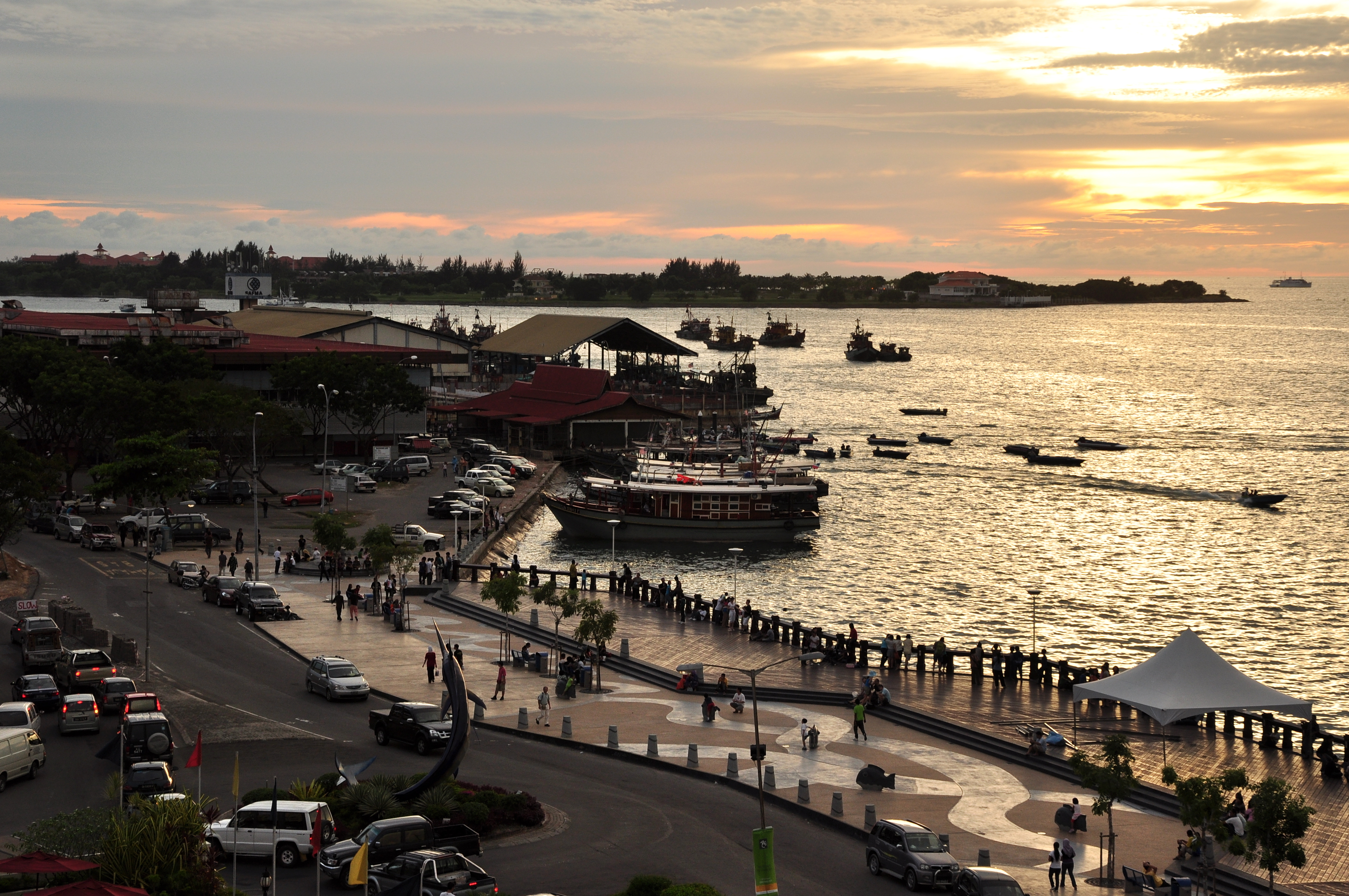
Vista del KK waterfront al ponerse el sol
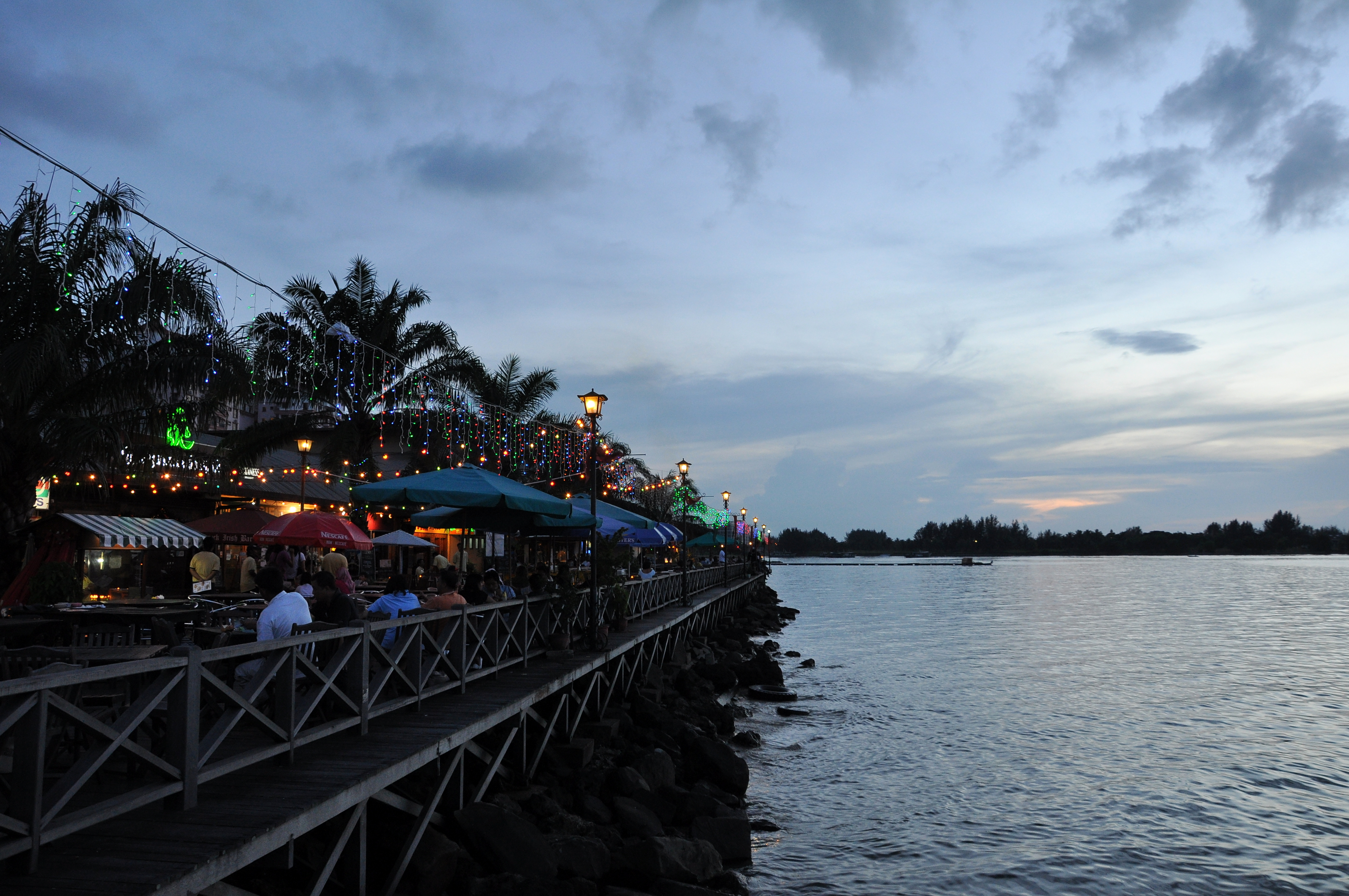
Parte del KK waterfront
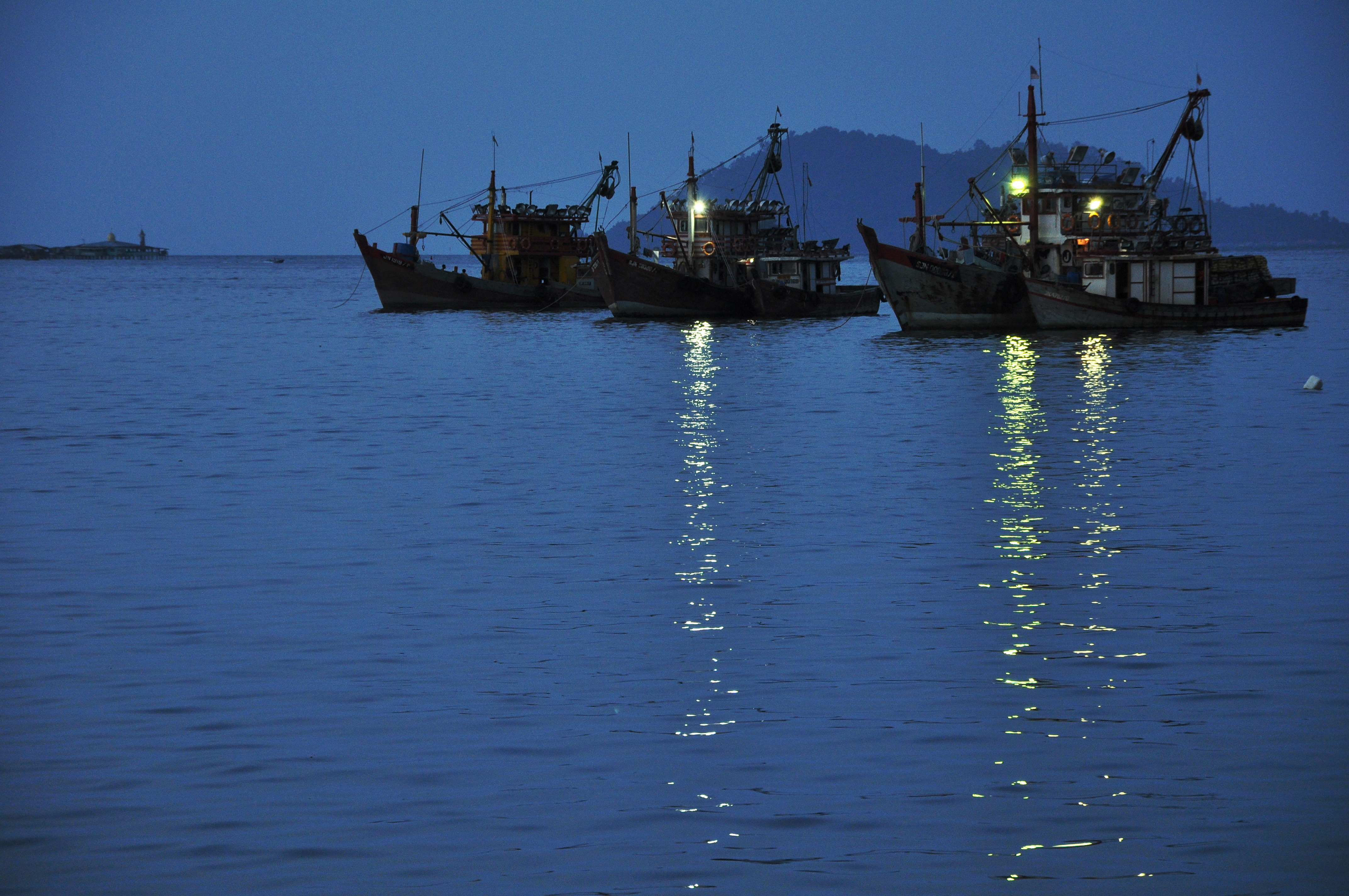
Barcos de pesca frente a Kota Kinabalu
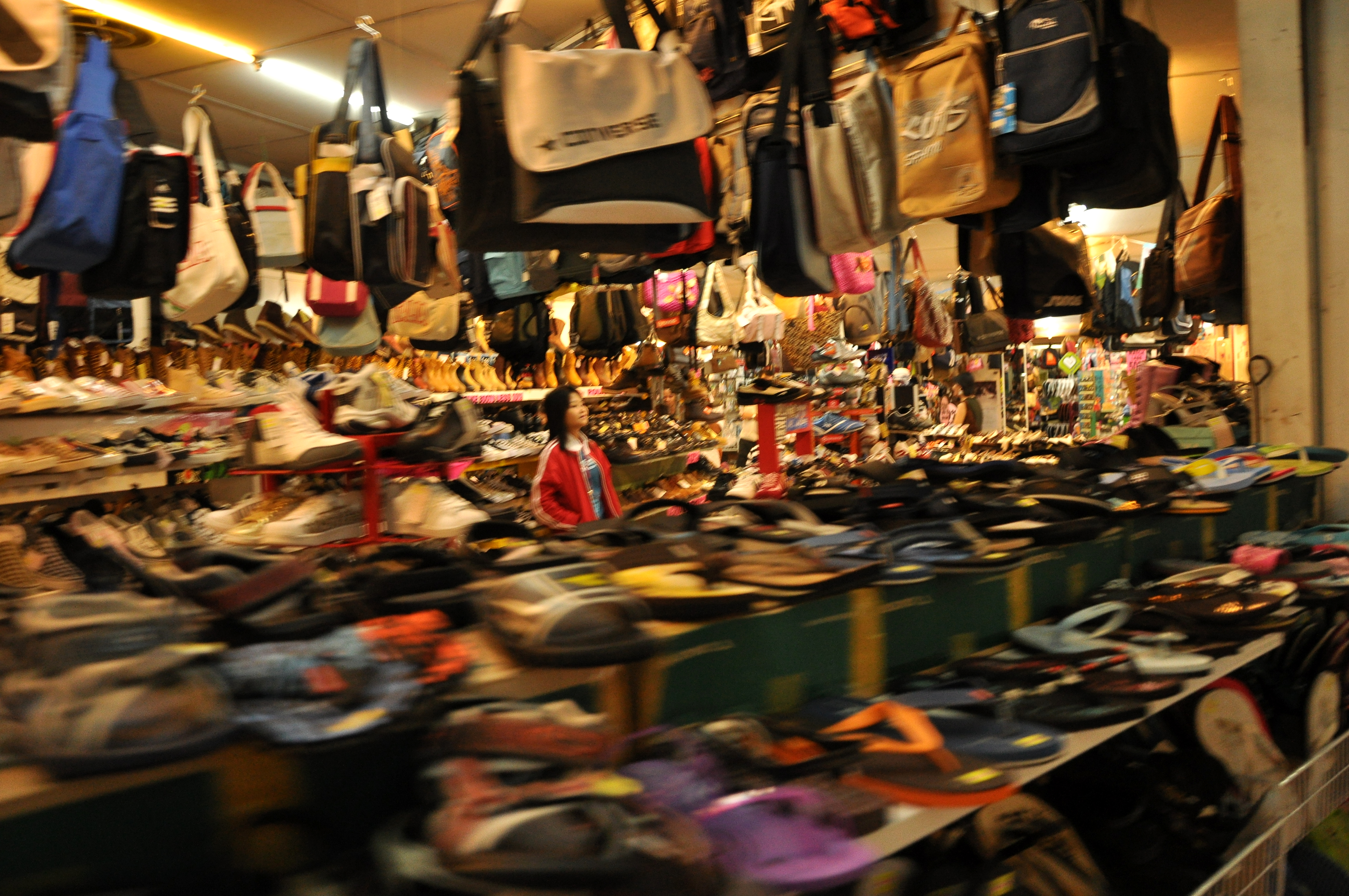
Tienda en el centro comercial 'Center Point' en Kota Kinabalu
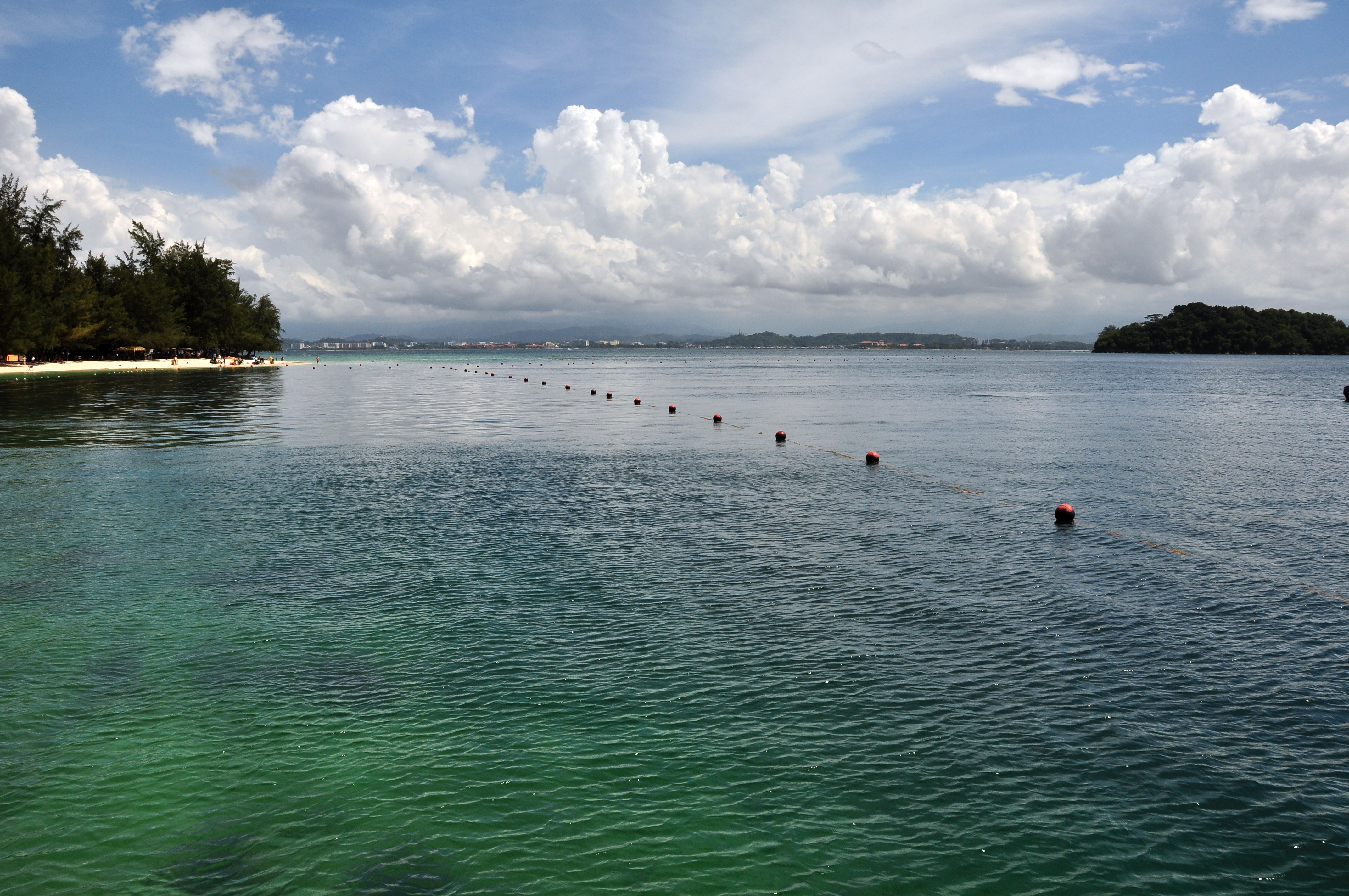
Las islas Manukan (derecha) y Mamutik (izquierda) frente a Kota Kinabalu
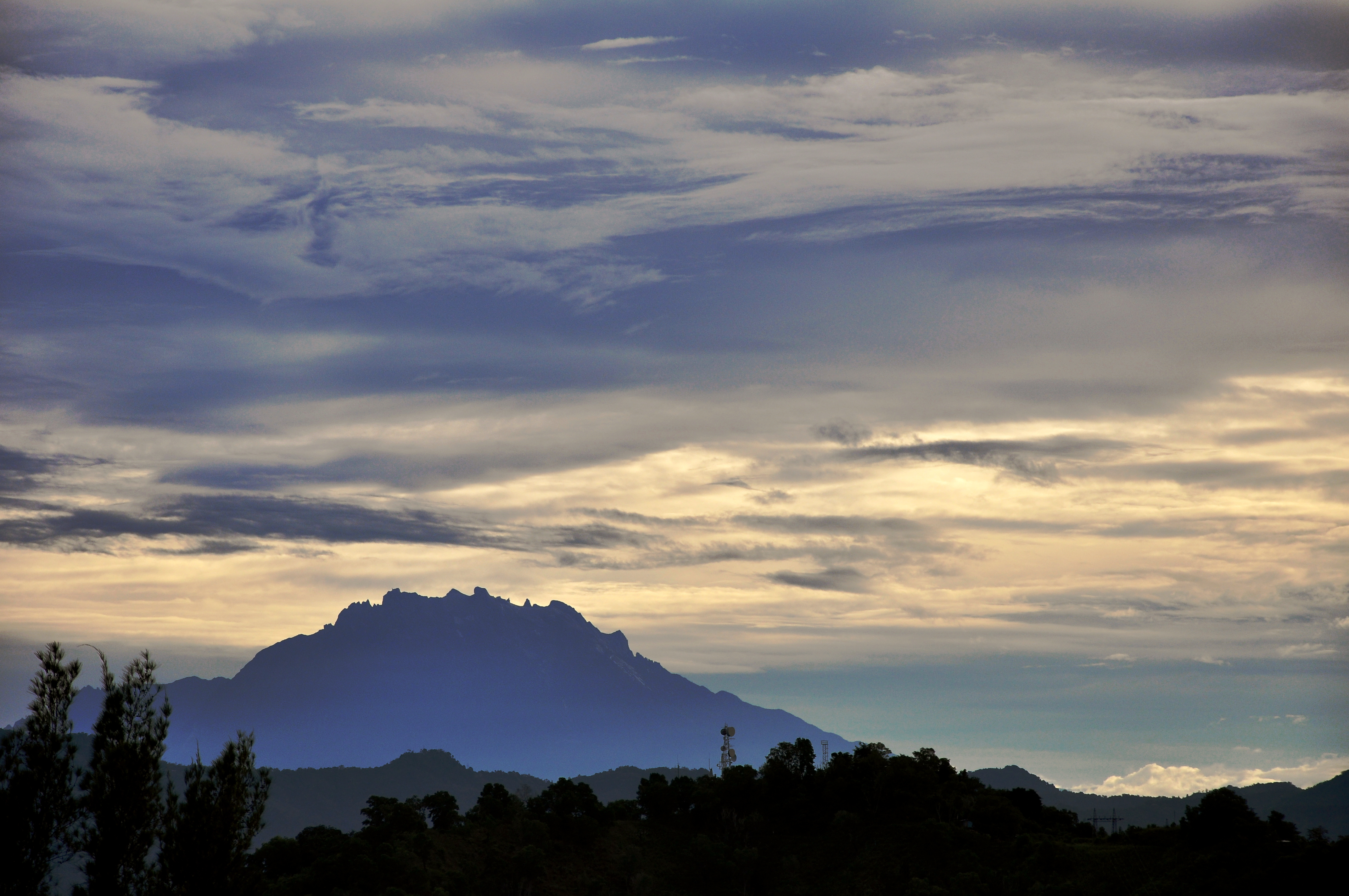
Monte Kinabalu Visto desde KK en una mañana nublada
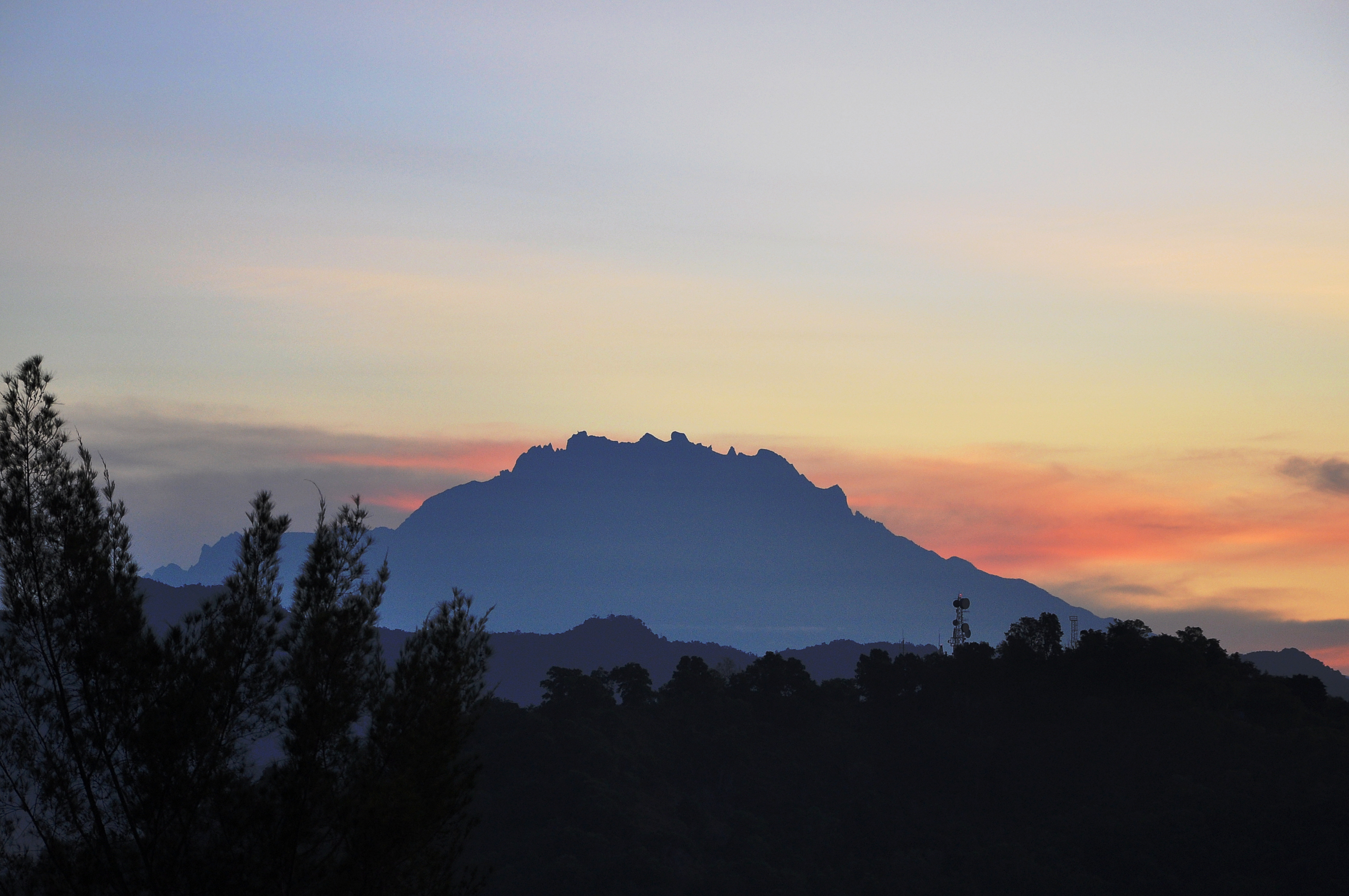
Monte Kinabalu Visto desde KK por la mañana
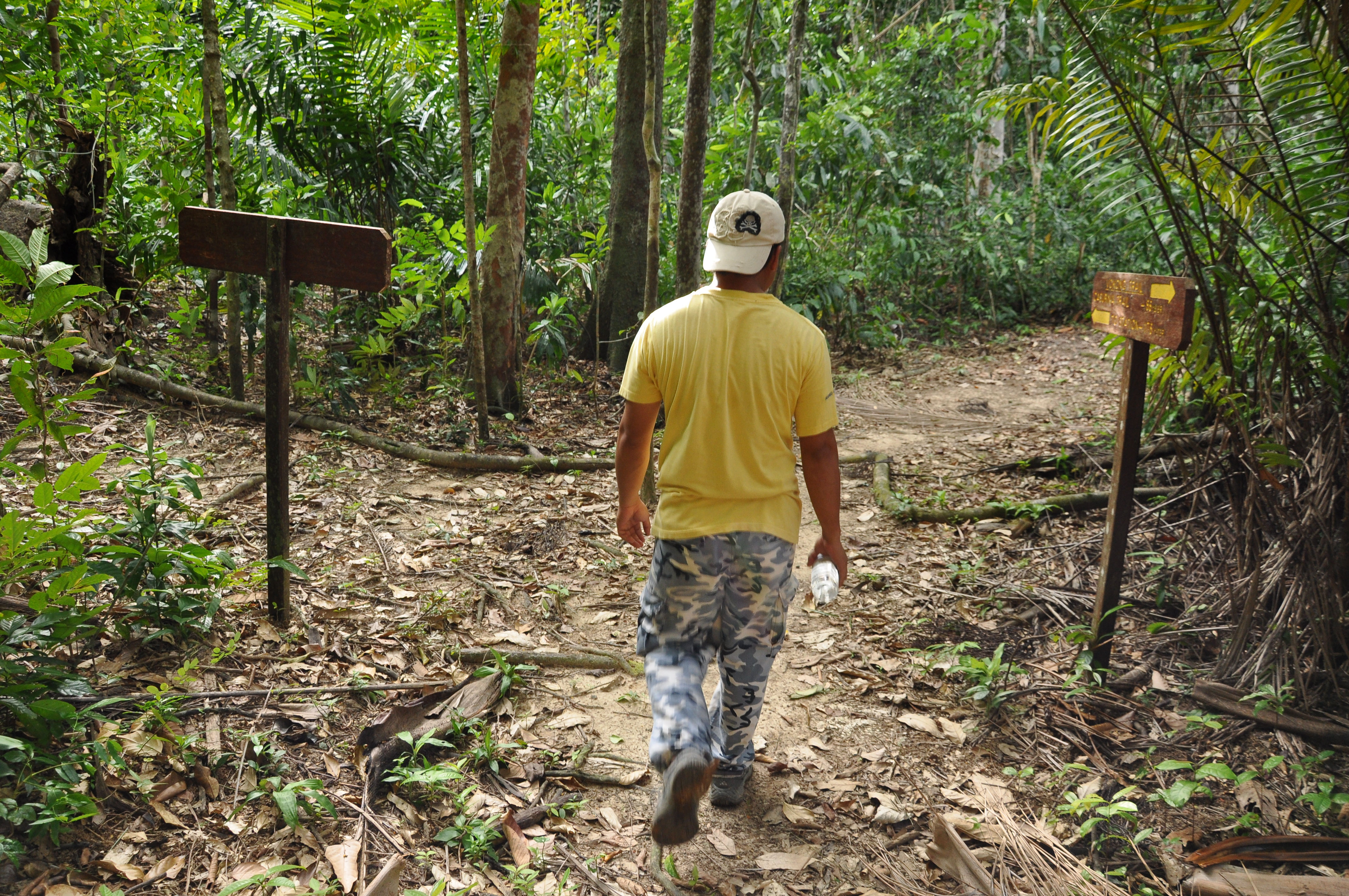
Caminando por la Jungla en la Isla Tiga
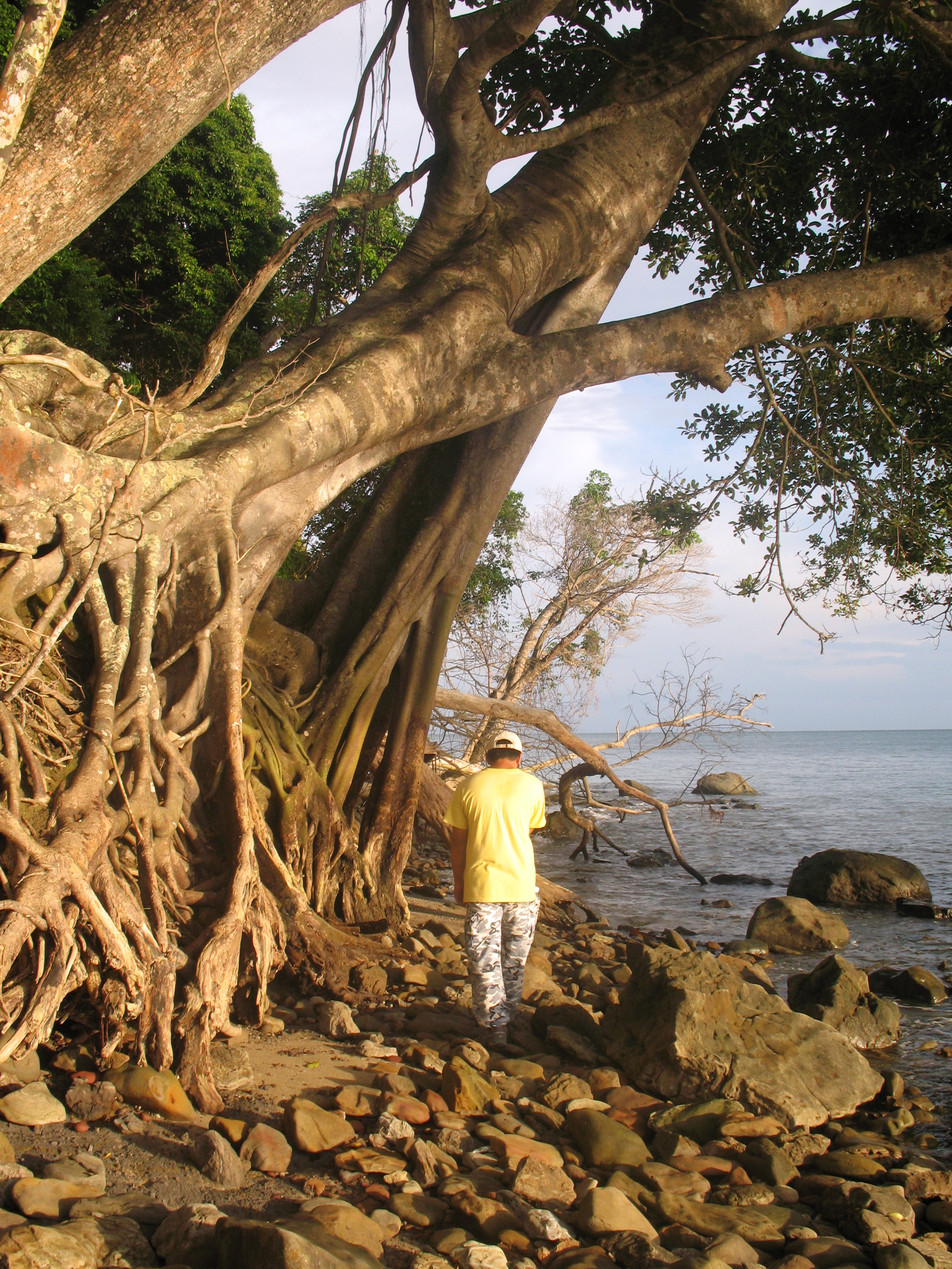
La jungla encuentra al mar. Costa rocosa de la isla 'Tiga'
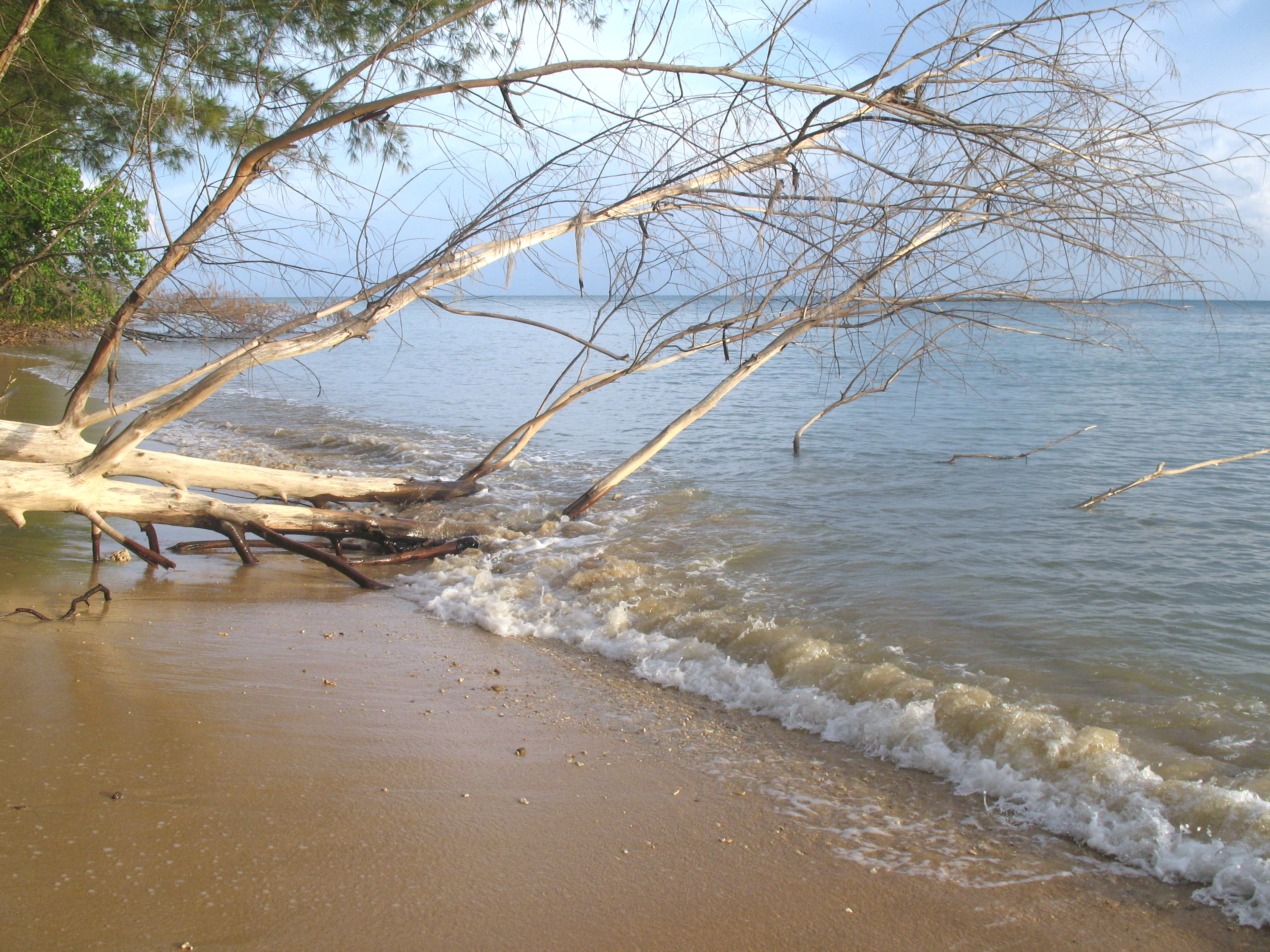
Playa en la isla 'Tiga'

- Datos: Q179029
- Multimedia: Sabah / Q179029